# Dolores Rivas Cherif
Dolores Rivas Cherif   (Madrid, 1904 - Cuauhtémoc, 30 d'abril de 1993) va ser l'esposa de Manuel Azaña, president del govern i president de la Segona República Espanyola, exiliada a Mèxic després de la mort del seu marit a França en 1940.

## Orígens familiars
Neix en una família de la burgesia acomodada madrilenya, i es cria al barri de Salamanca. Filla de Matías Rivas i Susana Cherif. Es compta amb poca informació sobre la seva vida, a part de les referències en les memòries del seu marit i el seu germà. Se la descriu com una dona de conviccions profundes, incloses les religioses, sensible i culta. Coneguda en l'entorn familiar com Lola, i en l'exili mexicà com a Donya Lola.

## Matrimoni
Germana menor de l'amic íntim de Azaña, Cipriano Rivas Cherif, es coneixen en les vetllades a casa de la família Rivas Cherif. Comencen les seves relacions en 1927. L'obra La Corona està dedicada a ella. Donada la diferència d'edat, el desenvolupament de la relació no és senzill. En una nota dels diaris de Azaña de 10 de juliol de 1929 escriu:
| « | "¿De qué estoy yo tan tiernamente enamorado?, ¿es de una graciosa persona?, ¿es del amor?, ¿es de mi capacidad de ternura que busca empleo, y con él, una dicha comunicable,quizá la postrera en mi vida? Yo no lo sé. Anoche pasé un momento angustioso, las conveniencias sociales, que ni aun para descifrar un enigma debo romper, me impiden una explicación, un diálogo, contraste de la realidad de mi sueño. Y yo no podía más, temí que iba a decirlo a voces delante de todos. Estaba transido. Ello lo sabe tiempo ha, y es cruel sin darse cuenta. ¿Será locura y me tratará como a un loco? Desde mi conveniencia personal es cuando menos una extravagancia, una aventura imprudente, trastornaría mi modo de vivir. Ciertos consejos del egoísmo me inducen a retirarme a mis trincheras, pero la dicha de revelarle amor siendo ella tan sensible, tan capaz, vale más que todo. La situación es absurda, yo no tengo la libertad que tendrá otro cualquiera para salir con ella. No sé qué hacer y, entretanto, divago, me atormento y me entristezco" | » |

Quan Azaña li confessa a Cipriano el seu enamorament aquest està segur de la negativa de la seva germana. Azaña es va declarar en un ball de Carnestoltes organitzat per la família Caro-Baroja a la seva casa madrilenya del carrer Mendizábal. Ell es presenta vestit de cardenal i ella de dama del Segon Imperi. Es casen el 27 de febrer de 1929. Ella té 25 anys i ell 49, funcionari distingit del Ministeri de Gràcia i Justícia. Les noces es va celebrar a l'església de los Jerónimos de Madrid, amb un te posterior a l'hotel Ritz. Viatge de nuvis a París i els Països Baixos.
Acompanya amb freqüència al seu marit. Està amb ell quan se signa el Pacte de Sant Sebastià en 1930, està amb ell en el seu despatx quan es produeix la Sanjurjada en 1932. Quan el detenen a Barcelona en 1934, de seguida es desplaça a la ciutat comtal. Passarà un mes abans que pugui veure-ho, el 12 de novembre.

## Guerra civil
Dos dies abans de l'aixecament, el 16 de juliol, havia anat a visitar a uns nebots malalts a Guadarrama. Azaña va donar l'ordre a Cándido de Oliva, Secretari General de la Presidència, perquè anara a buscar-la. Es va mantenir al costat del president en tot moment, en totes les seves residències oficials. També estarà en la residència del Palau de la Ciutadella de Barcelona (1936), Monestir de Montserrat, la Pobleta (València) en 1937, finca La Barata, prop de Terrassa. Després de la derrota de la batalla de l'Ebre, l'acompanyà també al Castell de Peralada i altres allotjaments fins a la sortida definitiva del país.
Durant la seva estada en la residència de la Pobleta (València), 1937, li va ser pintat el seu retrat per López Mezquita, conservat al seu domicili mexicà enfront del del seu marit.

## Primer exili a França
Va acompanyar al seu marit en la seva sortida a l'exili el 5 de febrer de 1939, passant caminant la frontera amb França. Van residir en diversos llocs (Collonges-sous-Salève, París, Ginebra, Pyla-sur-Mer) fins a la seva mort en 1940 a Montauban. Quan en 1940, després de la caiguda de França, Negrín ofereix a Manuel Azaña el seu trasllat amb vaixell a Anglaterra, aquest no accepta al no haver-hi passatge també per a la seva dona. Serà ella qui realitzi contínues gestions amb l'ambaixador de Mèxic a Vichy, Lluís I. Rodríguez, per materialitzar l'oferta d'asil polític del president de Mèxic, general Cárdenas. En conèixer-se la detenció del seu germà Cipriano, consten cartes de clemència enviades per Dolores Rivas Cherif al Papa Pius XII i al mateix Franco, entre molts altres.
Existeix polèmica sobre si al moment de la seva mort, Azaña va combregar i va rebre l'extremunció. Dolores va manar cridar al bisbe de la ciutat, monsenyor Pierre-Marie Thèas, per assistir espiritualment al malalt. Els historiadors posen en dubte les manifestacions del bisbe sobre l'acceptació voluntària dels sagraments, malgrat les profundes conviccions religioses de la seva dona. En tot cas, ella sempre es va negar a fer declaracions sobre la vida íntima del matrimoni, preferint que fora conegut a través dels seus propis escrits.

## Exili definitiu a Mèxic
Posteriorment va rebre asil polític a Mèxic, on residiria fins a la seva mort en 1993. Va arribar al port de Veracruz el 23 de juny de 1941. Es disposa de poques dades sobre els seus llargs anys de vida a Mèxic, on es va mantenir discretament apartada de la política, encara que va dedicar esforços a recuperar l'obra del seu marit. Una dels poques pertinences que va poder rescatar en la seva precipitada sortida d'Espanya van ser els retrats a l'oli d'Azaña i d'ella, pintats per López Mezquita en 1936, que sempre van presidir el saló de la seva casa mexicana. Només una vegada va sortir del país, per visitar França, on reposaven les restes del seu marit. La seva última residència es trobava en la colònia de Cuauhtemoc, a cura de la seva neboda Susana Rivas, filla del seu germà Cipriano. Va morir als 89 anys, a la seva casa, d'una aturada cardíaca. La família va mantenir durant unes hores el succés en secret per celebrar una cerimònia íntima a la qual van assistir 50 persones vinculades a l'exili republicà. Està enterrada en el panteó espanyol de ciutat de Mèxic, al costat del seu germà Cipriano.

## Reconeixements durant la transició democràtica
Dolores Rivas Cherif va rebre algunes consideracions especials durant els anys de la transició a la democràcia. Durant la primera visita a Mèxic del Rei Joan Carles, en 1978, després de normalitzar-se les relacions entre tots dos països, va acudir a la recepció en l'ambaixada espanyola, com una espanyola més, on va mantenir una trobada informal. Aquest acte simbòlic de reconciliació i acceptació de la nova legitimitat, es considera important, i la família real li feia arribar un ram de flors en totes les ocasions en què visitaven el país.
En la seva trobada amb el rei li va comentar que, si el seu marit hagués viscut fins a 1978, li hagués agradat, com a qualsevol espanyol, ser testimoni de la històrica reconciliació d'un país que, després d'una sinistra dictadura encapçalada pel general Franco, fins a poc abans d'aquesta data semblava irreconciliable.
Va rebre una medalla de plata commemorativa de la Constitució Espanyola de 1978, enviada pel president del Congrés dels Diputats,
En 1978 el govern espanyol li va concedir una pensió de viduïtat corresponent al 40% del sou d'un cap de l'Estat, al voltant de dos milions de pessetes a l'any. Fins llavors, havia viscut pràcticament de l'ajuda familiar i fins i tot d'alguns treballs casolans, que, sobretot en els primers anys de l'exili, el van ajudar a tirar endavant.
Consten també contactes amb els presidents Calvo-Sotelo i González en les seves visites al país.
En 1982 rep una medalla commemorativa de la Universitat Internacional Menéndez Pelayo, símbol del mèrit de la dona exiliada. El guardó el va recollir l'ambaixador d'Espanya a Mèxic, Emilio Casinello.
Encara que mai va arribar a veure'ls, el Ministre de l'Interior, José Barrionuevo, es va posar en contacte amb ella per comunicar-li la troballa dels arxius del seu marit, trobats en 1984 en uns calabossos policials de Madrid. No obstant això ella va decidir que quedessin custodiats per l'estat.
Des de 1991 disposava de passaport diplomàtic que li va lliurar personalment al seu domicili l'ambaixador, Alberto Aza, per la seva condició de vídua de cap d'Estat.